# Capo Mele
Capo Mele este o arie protejată (arie specială de conservare — SAC, sit de importanță comunitară — SCI) din Italia întinsă pe o suprafață de 104 ha, din care 1 % marine.

## Localizare
Centrul sitului Capo Mele este situat la coordonatele 43°57′32″N 8°10′08″E / 43.958889°N 8.168889°E.

## Înființare
Situl Capo Mele a fost declarat sit de importanță comunitară în iunie 1995 pentru a proteja 32 de specii de animale. Situl a fost protejat și ca arie specială de conservare în aprilie 2017.

## Biodiversitate
Situată în ecoregiunea mediteraneană, aria protejată conține 9 habitate naturale: Pajiști uscate seminaturale și facies de acoperire cu tufișuri pe substraturi calcaroase (Festuco-Brometalia) (* situri importante pentru orhidee), Formațiuni scunde de Euphorbia în apropierea falezelor, Păduri de pin mediteraneene cu pini mezogeni endemici, Tufărișuri termo-mediteraneene și de pre-deșert, Recifuri, Faleze cu vegetație de Limonium spp. endemic de pe coastele mediteraneene, Pajiști carstice calcaroase sau bazofile, de Alysso-Sedion albi, Pante stâncoase calcaroase cu vegetație casmofită, Pseudostepă cu ierburi și specii anuale de Thero-Brachypodietea.
La baza desemnării sitului se află mai multe specii protejate:
- păsări (30): ciocârlie-de-câmp (Alauda arvensis), lăstunul mare (Apus apus), caprimulg (Caprimulgus europaeus), sticlete (Carduelis carduelis), florinte (Chloris chloris), pițigoi albastru (Cyanistes caeruleus), presură de munte (Emberiza cia), presură bărboasă (Emberiza cirlus), măcăleandru (Erithacus rubecula), cinteză (Fringilla coelebs), capîntortură (Jynx torquilla), sfrâncioc roșiatic (Lanius collurio), Larus argentatus, mierlă albastră (Monticola solitarius), pițigoi mare (Parus major), pițigoi de brădet (Periparus ater), codroș de munte (Phoenicurus ochruros), pitulice de munte (Phylloscopus collybita), brumăriță de pădure (Prunella modularis), aușel sprâncenat (Regulus ignicapilla), mărăcinar (Saxicola rubetra), mărăcinar negru (Saxicola torquatus), cănăraș (Serinus serinus), silvie cu cap negru (Sylvia atricapilla), silvie mediteraneană (Sylvia melanocephala), silvie de tufiș (Sylvia undata), pănțărușul (Troglodytes troglodytes), mierlă (Turdus merula), sturz-cântător (Turdus philomelos), pupăză (Upupa epops)
- nevertebrate (2): fluturele auriu (Euphydryas aurinia), Euplagia quadripunctaria

Pe lângă speciile protejate, pe teritoriul sitului au mai fost identificate 14 specii de plante, 1 specie de păsări, 34 de specii de nevertebrate, 3 specii de reptile.